# Vagbhata
Der indische Arzt Vagbhata (वाग्भट, IAST Vāgbhaṭa) lebte vermutlich um 600 n. Chr. und gilt als der Autor der Schriften Ashtanga Hridaya („Kern der Medizin“) und des Ashtanga Sangraha („Zusammenfassung der Medizin“). Das Ashtanga Hridaya ist in Versform verfasst, das Ashtanga Sangraha teilweise in Versform und teilweise in Prosa. Man ging lange Zeit davon aus, dass es sich bei den Autoren dieser beiden Werke um verschiedene Personen handelt (Vagbhata I und Vagbhata II); welches Werk das ältere sei, blieb dabei ungeklärt. Von modernen Autoren wie Dominik Wujastyk wird inzwischen angenommen, dass es sich bei den Autoren beider Werke um ein und dieselbe Person handelt, da sie sich inhaltlich entsprechen und auch abschnittsweise wortgleich sind. Ungeklärt bleibt dabei, ob der Autor Vagbhata zuerst in Versform dichtete und später mit Prosatexten erklärte und ergänzte, oder ob ein früheres Prosawerk zu einem späteren Zeitpunkt ins Versmaß gebracht wurde.
Der Name seines Vaters war Simhagupta, sein Großvater hatte denselben Namen Vagbhata. Er lernte Medizin bei seinem Vater und von einem Lehrer mit dem buddhistischen Namen Avalokita. Ob Vagbhata selbst Buddhist war, bleibt ungeklärt. Aus dem Inhalt von Ashtanga Hridaya und Ashtanga Sangraha lässt sich schließen, dass es sich bei dem Autor um einen kundigen und praktizierenden Mediziner handelte, der etwa, „damit der Kranke das Messer nicht fühle“, einen starken Rauschtrank erwähnte. Laut Wujastyk stellen die Werke Vagbhatas die umfangreichste Synthese indischer Medizin dar, die jemals geschaffen wurde. Er vergleicht die Bedeutung Vagbhatas für die medizinische Tradition in Indien mit der Bedeutung Ibn Sinas (Avicennas) für die medizinische Tradition in der islamischen Welt. Vagbhata bezieht sich auf die Werke seiner Vorgänger Sushruta und Charaka, er vereinheitlichte und ordnete in seinen Werken eine Masse auch widersprüchlicher medizinischer Daten, und schuf damit das Lehrbuch indischer Medizin par excellence. Vagbhatas Werk, das beispielsweise eine Operationsmethode des Grauen Stars, den altindischen Starstich, beschreibt, ist in einer größeren Zahl von Handschriften überliefert und hat auch mehr Kommentatoren gefunden, als seine Vorgänger Sushruta und Charaka. Seine beiden Werke wurden bereits im 8. Jahrhundert ins Tibetische, Arabische und Persische übersetzt, und beeinflussten somit auch außerhalb Indiens die medizinische Tradition.